# František Kahuda
František Kahuda (3. ledna 1911 Nový Dvůr na Šumavě – 12. února 1987 Praha) byl český a československý fyzik, pedagog a politik. V letech 1954–1963 působil jako ministr školství a v letech 1967–1985, jako jeden z hlavních propagátorů psychotroniky, vytvořil vlastní školu, kterou nazval psychoenergetika.

## Biografie

### Vědecká činnost
V letech 1924–1934 studoval na reálném gymnáziu v Českých Budějovicích. Následovalo studium na Přírodovědecké fakultě Univerzity Karlovy. V roce 1937 nastoupil jako středoškolský učitel matematiky a fyziky do Brna.
Jeho vědecká kariéra počala rokem 1952, kdy obhájil disertaci z fotoniky a obdržel doktorát z přírodních věd. Po krátkém působení na MFF UK Praha a ČVUT byl v období 1956–1969 předsedou Jednoty československých matematiků a fyziků.
Mimo matematiku a fyziku studoval možnosti pedagogiky a aspekty učení ve výchově a vzdělávání. Při této práci došel k poznatkům, které shrnul v díle Dynamika sociologických a pedagogických aspektů ve výchově mládeže. Na procesu výchovy a učení se podle něj významně podílí neverbální faktory, které považoval za tak důležité, že je začal vědecky zkoumat. Později došel k přesvědčení o existenci přírodovědě neznámých mentálních faktorů spojených s tzv. mentální energií. Jeho další vědecká práce byla orientovaná tímto směrem. Své poznatky pečlivě sepisoval a publikoval v Časopise lékařů českých. Později byl jeho výzkum spojen s vědeckým úkolem na ČVUT – mentální energie a její využití v praxi. Při jejím řešení zformuloval hypotézu tzv. fundamentálního záření hmoty. Toto záření bylo hlavním předmětem výzkumu psychoenergetické laboratoře.
Od roku 1970 do roku 1987 působil jako ředitel Psychoenergetické laboratoře (PEL) Fakulty chemického inženýrství VŠCHT v Praze. Po jeho smrti psychoenergetickou laboratoř vedl Ing. Valdemar Grešík. Laboratoř ukončila svoji činnost na počátku 90. let 20. století. Na práci Kahudovy laboratoře navázala Psychoenergetická společnost, později přejmenovaná na Českou psychoenergetickou společnost (ČEPES). Mezi vědci se Kahuda proslavil svéráznými představami, které za svého života prosazoval i do škol, například svojí teorií mentionů a psychonů, částic myšlení a mimosmyslové (mentionové) komunikace. Pro kombinaci těchto teorií a dlouhodobé politické angažovanosti v komunistickém režimu se mu říkalo hanlivě „bolševický čaroděj“. Některým vyznavačům psychotronických metod vadí jeho důraz na materialistické pojetí, tedy duchovní projevy jako fyzikálně měřitelné částice. I četní kritici jeho politického a filozofického směřování ale oceňují Františka Kahudu jako věcného a cílevědomého člověka.

### Politická činnost
Ve volbách roku 1960 byl zvolen za KSČ do Národního shromáždění ČSSR za Jihomoravský kraj. V parlamentu setrval až do konce volebního období parlamentu, tedy do voleb roku 1964.
11. sjezd KSČ ho zvolil za kandidáta Ústředního výboru Komunistické strany Československa. 12. sjezd KSČ ho ve funkci potvrdil. Zastával i vládní funkci. V letech 1954–1963 byl ministrem školství ve druhé vládě Viliama Širokého a třetí vládě Viliama Širokého (od června 1956 oficiálně ministr školství a kultury). V následujících letech pak na tomto ministerstvu působil jako náměstek.

## Výběrová bibliografie
- Dynamika sociologických a pedagogických aspektů ve výchově mládeže. Teze obhajoby společenského významu souboru vědeckých prací ve veřejné vědecké rozpravě, Praha 1967
- Fundamentální záření hmot. Závěrečná výzkumná zpráva, Praha 1980
- Mentální energie a její využití v praxi. Praha 1980 (Soubor studií a statí, články z Časopisu lékařů českých)
- Ovlivňování růstu živých organismů mentální energií. Praha 1982
- Silové účinky mentální energie. Fyzikální projevy mentálně aktivované hmoty. Praha 1982
- Superinfragravitační sjednocení sil a fundamentální záření hmoty. Praha 1985